# U.V.S.V./N.V.V.S.U.

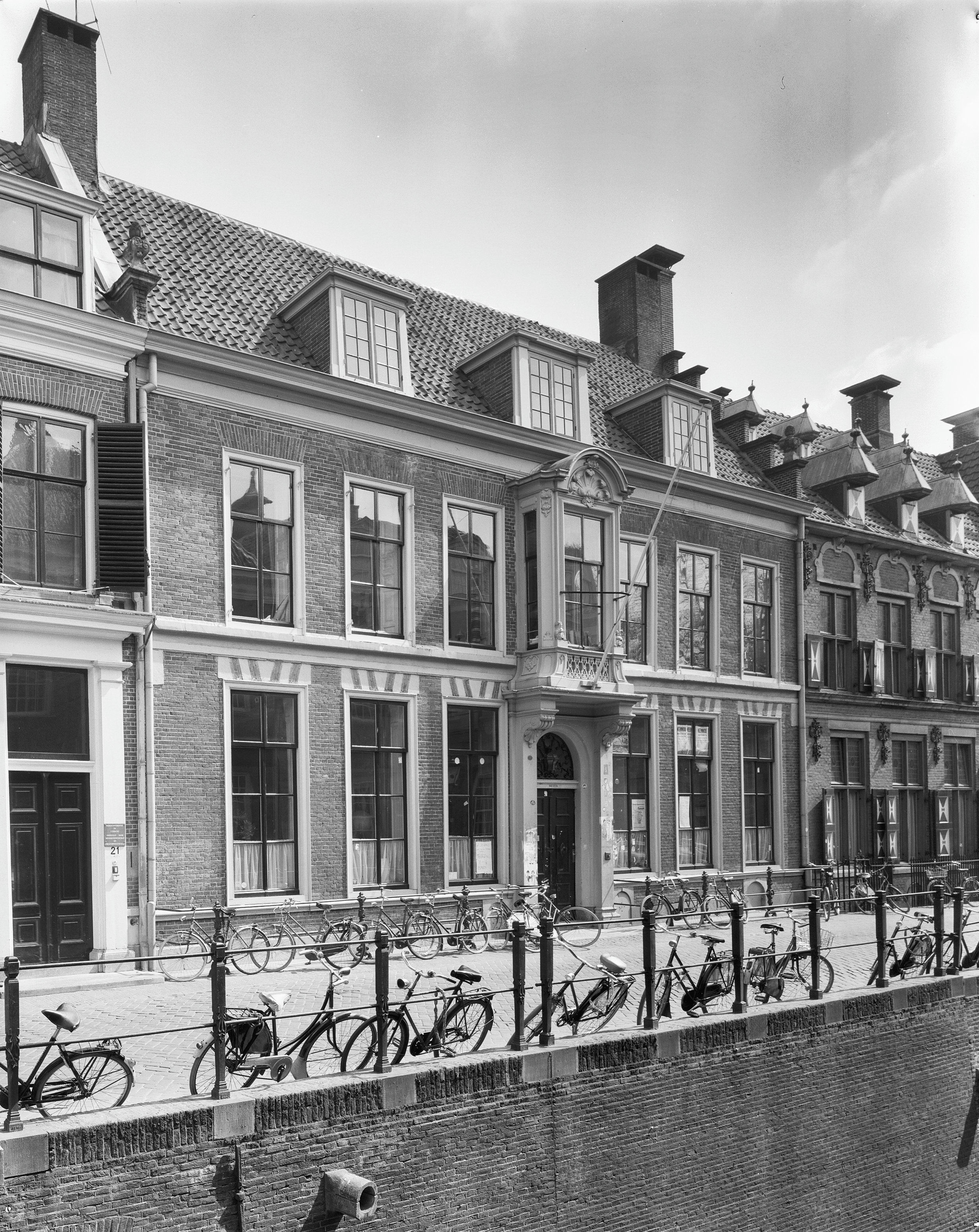
Aanzicht van Drift 19 waar sedert 24 november 1930 Sociëteit 'Hestia' van het U.V.S.V./N.V.V.S.U. gevestigd is.

De Utrechtsche Vrouwelijke Studenten Vereeniging / Nieuwe Vereniging van Vrouwelijke Studenten Utrecht ("kortweg" U.V.S.V./N.V.V.S.U.) is een in 1899 onder de naam ONS (Ontspanning Na Studie) opgerichte vereniging exclusief voor vrouwen, als antwoord op het reeds bestaande Utrechtsch Studenten Corps. In 1904 werd de naam ONS veranderd in U.V.S.V. De U.V.S.V. / N.V.V.S.U. is aangesloten bij de Algemene Senaten Vergadering. De U.V.S.V./N.V.V.S.U. is sinds 2017 de enige ongemengde vrouwelijke (corporale) studentenvereniging van Nederland.

## Oprichting
Voor de vrouwelijke studenten was het lastig om door de mannelijke collega’s geaccepteerd te worden en daarnaast te bewijzen dat zij een even groot recht hadden om te studeren en geschikt waren om elke maatschappelijke functie uit te voeren. Dit was de aanleiding voor het samenkomen van dertien vrouwelijke studentes, met elkaar stond de vrouw sterker in de mannengemeenschap binnen de universiteit.  Op 12 oktober 1899 besloten zij om een vrouwelijke studentenvereniging op te richten. De gezelligheidsvereniging, genaamd Ontspanning Na Studie (ONS) had al op 10 maart 1899 een reglement opgesteld waarbij het doel van de vereniging nader werd bepaald; ‘de vereeniging stelt zich ten doel de kennismaking tussen de damesstudenten der verschillende faculteiten gemakkelijk te maken en te bevorderen’. Op 7 maart 1904 werd er gekozen om de naam ONS te wijzigen in Utrechtsche Vrouwelijke Studenten Vereeniging (U.V.S.V.). Er worden twee mogelijke verklaringen gegeven voor de naamsverandering, allereerst zou dit verband hebben gehad met de democratisering van de studentenwereld. Een andere verklaring was een neiging tot uniformering met de zusterverenigingen waar de nieuwe naam nauw op aansloot. 
Het doel van de U.V.S.V. werd als volgt omschreven: ‘De bevordering van de onderlinge kennismaking, den omgang en de ontwikkeling van heur leden’. Om dit doel te kunnen bereiken moest de U.V.S.V. beschikken over een ruimte voor gezellig samen zijn en waar vergaderd kon worden. 

## Sociëteit
In 1914 was de U.V.S.V. uitgegroeid tot 168 leden en in 1929 had de U.V.S.V. 300 leden. Door de toename van het aantal leden moest er voortdurend naar een andere ruimte worden gezocht. De vereniging heeft haar onderkomen gezocht op de Lange Nieuwstraat, gevolgd door de Oude gracht. Drie jaar later verhuisde zij naar een ander pand aan de Oude gracht. De Lange Nieuwstraat en Achter Sint Pieter zijn ook de revue gepasseerd, totdat op 24 november 1930 de U.V.S.V. plaatsnam in een pand aan de Drift, waar zij nog steeds huist.

## Ongemengdheid
Tot 1911 waren het U.S.C. en de U.V.S.V. de belangrijkste studentenverenigingen in Utrecht. In oktober 1926 werd de Bond van Vrouwelijke Studenten Verenigingen opgericht. Deze werd gevormd door de U.V.S.V. en haar zusterverenigingen. Op deze manier werden de vrouwelijke studenten vertegenwoordigd bij nationale en internationale aangelegenheden. Later, in de jaren '70, zijn meerdere corpora gaan fuseren, U.V.S.V. en R.V.S.V. (Rotterdam) bleven echter ongemengd. Toch werd er ook in Utrecht gekeken naar een samenwerking met het U.S.C. of eventueel met de N.V.V.S.U. De N.V.V.S.U. werd opgericht in 1960 toen de U.V.S.V. de toeloop van leden niet meer aan kon en er behoefte was aan een vereniging voor MO-studenten. Uiteindelijk werden er ook WO studenten lid bij de N.V.V.S.U.. In 1975, na overleg met het U.S.C. en de N.V.V.S.U., werd besloten te fuseren met de N.V.V.S.U. Op 15 maart was de fusie een juridisch feit. Vanaf 1 juni droeg de vereniging de naam Utrechtse Vrouwelijke Studenten Vereeniging/Nieuwe Vereniging van Vrouwelijke studenten te Utrecht. De doelen die deze vereniging stelt zijn:  a) de behartiging van de studie- en maatschappelijke belangen van de vrouwelijke studenten te Utrecht, en b) de bevordering van de onderlinge kennismaking, omgang en ontwikkeling van haar leden.

## Beslotenheid
Eind jaren 70 begon de behoefte aan beslotenheid toe te nemen onder de leden. Waardoor in augustus 1983 werd besloten dat de vereniging elke avond na 21.00 besloten werd. Wel bestaat, met uitzondering van woensdagavond, de mogelijkheid om mensen te introduceren. Op donderdag mogen leden vriendinnen meenemen en op vrijdag ook vrienden. In 1986-1987 werd door het bestuur de Malibu in het leven geroepen om de beslotenheid wat meer kracht bij te zetten. De Malibu werd het symbool van de Vereniging en staat voor: ontplooiing, hechte band, beslotenheid en wendbaarheid. Elke woensdag om 22.00 is iedereen even stil voor de Malibu en worden er liederen gezongen. 

## Anno 2019
Anno 2019 telde de U.V.S.V./N.V.V.S.U ruim 1.500 leden. Jaarlijks terugkerende evenementen zijn onder andere: 3-Day (3-daags feest), een veiling voor het goede doel, Dies, kerstverhaal en het summum (een buitendag). Daarnaast wordt iedere vijf jaar het lustrum van de vereniging gevierd.